# Yarnell
Yarnell és una concentració de població designada pel cens dels Estats Units a l'estat d'Arizona. Segons el cens del 2000 tenia 645 habitants.

## Demografia
Segons el cens del 2000, Yarnell tenia 645 habitants, 359 habitatges, i 188 famílies La densitat de població era de 28,2 habitants/km².
Dels 359 habitatges en un 10,6% hi vivien nens de menys de 18 anys, en un 41,8% hi vivien parelles casades, en un 6,1% dones solteres, i en un 47,6% no eren unitats familiars. En el 40,9% dels habitatges hi vivien persones soles el 17,5% de les quals corresponia a persones de 65 anys o més que vivien soles. El nombre mitjà de persones vivint en cada habitatge era d'1,8 i el nombre mitjà de persones que vivien en cada família era de 2,35.
Per edats la població es repartia de la següent manera: un 11,2% tenia menys de 18 anys, un 1,7% entre 18 i 24, un 16,4% entre 25 i 44, un 37,7% de 45 a 60 i un 33% 65 anys o més.
L'edat mediana era de 57 anys. Per cada 100 dones de 18 o més anys hi havia 113 homes.
La renda mediana per habitatge era de 24.792 $ i la renda mediana per família de 35.417 $. Els homes tenien una renda mediana de 33.333 $ mentre que les dones 23.750 $. La renda per capita de la població era de 18.837 $. Aproximadament l'11,5% de les famílies i el 14% de la població estaven per davall del llindar de pobresa.

## Poblacions més properes
El següent diagrama mostra les poblacions més properes.